# 毛苦蘵
毛苦蘵（学名：Physalis angulata var. villosa）为茄科灯笼果属苦蘵的变种。分布于越南以及中国大陆的云南、江西、湖北等地，一般生长在草丛中，目前尚未由人工引种栽培。